# Barbara Weiden Boyd
 Barbara Weiden Boyd  (* 1952) ist eine US-amerikanische Klassische Philologin und Associate Professor für Latein und Griechisch am Bowdoin College in Brunswick (Maine).

## Leben
Weiden Boyd schloss ihr Studium mit einem Bachelor-Abschluss am Manhattanville College in New York und einem Masterabschluss an der University of Michigan ab. Anschließend promovierte sie dort in Classics. Sie reiste und studierte in Italien, wo sie zwei Jahre lang als Dozentin für Classics am Intercollegiate Center for Classical Studies in Rom lebte. Sie war Mitglied des Board of Directors der Society for Classical Studies (ehemals American Philological Association) und des Goodwin Award Committee der SCS/APA und ist derzeit Mitglied ihres Programmausschusses. 2020 wird sie die Präsidentschaft der Vergilian Society übernehmen und ist Gründungsmitglied der neu gegründeten International Ovidian Society. Ihr wissenschaftliches Spezialgebiet ist die lateinische Dichtung, insbesondere die Werke von Vergil und Ovid. Sie hat zahlreiche Publikationen über eine Vielzahl römischer Schriftsteller veröffentlicht, darunter Vergil, Propertius, Tibull, Ovid und Sallust.

## Bücher (Auswahl)
- 1997: Ovid’s Literary Loves: Influence and Innovation in the Amores. The University of Michigan Press, ISBN 978-0-472-10759-9
- 2002: Brill’s Companion to Ovid. (Hrsg.), E.J. Brill Publishers, ISBN 978-90-04-22676-0
- 2010: Approaches to Teaching the Works of Ovid and the Ovidian Tradition (co-edited volume, with Cora Fox), in the MLA Approaches to Teaching World Literature series, ISBN 978-1-60329-063-0
- 2017: Ovid’s Homer: Authority, Repetition, and Reception. Oxford University Press, ISBN 978-0-19-068004-6